# Cheo cheo Williamson
Cheo cheo Williamson (danh pháp hai phần: Tragulus williamsoni) là một loài trong họ Cheo cheo. Sinh sống tại miền bắc Thái Lan và có thể có ở cả miền nam Trung Quốc và miền bắc Lào.
Trước đây loài này và Tragulus kanchil được gộp trong loài Tragulus javanicus.